# Río Traidor (Puelo)
El río Traidor es un curso natural de agua que nace en la Sierra Negra del parque nacional Hornopirén y fluye con dirección general norte hasta desembocar en la ribera izquierda del río Puelo.: 60 
(No confundir con el río Traidor (Cochamó).)

## Historia
Luis Risopatrón lo describe en su Diccionario Jeográfico de Chile:: 705 
Traidor (Rio). 41° 50' 72° 09' Serpentea de S a N i abre una brecha profunda en las murallas del lado W del rio Puelo, al que afluye; es accesible por botes un corto trecho de su curso inferior. 1, viii, p. 91; 69. p. 471; 61. xcv, p. '199; 111, ii. p. 29; 134; i 156.